# Kostas Chrysogonos
Kostas Chrysogonos (Grieks : Κώστας Χρυσόγονος) (27 juni 1961 Serres ) is een Grieks politicus van de Synaspismos Rizospastikis Aristeras (Syriza).
Kostas Chrysogonos doctoreerde aan de Leibniz Universiteit, Hannover en is thans professor Staatsrecht aan de Aristoteles-universiteit van Thessaloniki.
Sinds 2014 is hij Europees Parlementslid binnen de fractie Europees Unitair Links/Noords Groen Links (GUE/NGL). In het Europees Parlement is hij plaatsvervangend voorzitter in het Comité Ontwikkeling, lid van het Juridisch Comité en van de Delegatie van het Comité EU-Turkije.

## Referentie
- Dit artikel of een eerdere versie ervan is een (gedeeltelijke) vertaling van het artikel Kostas Chrysogonos op de Duitstalige Wikipedia, dat onder de licentie Creative Commons Naamsvermelding/Gelijk delen valt. Zie de bewerkingsgeschiedenis aldaar.

- Gemeinsame Normdatei: 1034092316
- International Standard Name Identifier: 0000 0000 5058 2206
- Library of Congress Control Number: nr95021711
- Virtual International Authority File: 9735647
- WorldCat: E39PBJbCTMyFGpgfbBFC4MxMT3